# Május 1. utca (Dunaújváros)
A Május 1. utca az 1950-es évek elején felépült Dunaújváros első utcája.

## Története
Dunaújváros építésének kezdetén, az 1940-es évek vége felé, az 1950-es évek elején elsőként a mai Dunai Vasmű épült meg. Innen folytatódott tovább a város építése, nagyobb részben az itt előállított anyagok felhasználásával. Az országot irányító párt első tervei közt szerepelt a háború utáni első években az ország gazdaságának újjáépítése. A szovjet vezetők hatására megkezdődött a vasmű építése. Dunaújváros első utcája a Május 1. utca volt, amely 1951. május 1-jén készült el, és az ünnepről kapta nevét is. Nagyobb részben fiatalak munkásnők és munkásemberek építették. Az építkezés befejezése után az építésben résztvevők beköltözhettek az általuk épített lakásokba. Az utcán kizárólag téglából épített. Bauhaus stílusú, ún. „kis bivaly” és „nagy bivaly” típusú házak épültek, másfél illetve 4 szobával. A kezdeti tervek és a Bauhaus stílus jegyei szerint 4 emeletnél magasabb házak nem is épülhettek, a házak ezért is csak 3 emeletesek. A stílust a pártvezetés a kezdeti épületek után túl nyugatinak találta, ezért a város nagy részében szocreál stílusú épületeket terveztek és húztak fel. A legnagyobb, és a Bauhaus stílus utolsó épülete a Dózsa Mozicentrum.
Manapság a város első számú üzeme az ISD Dunaferr Zrt. (korábbi Dunai Vasmű Zrt.) A város lakosságának több, mint 70 százaléka itt dolgozik. Az utca megőrizte régi formáját, a város új lakói is elsősorban ezt a helyet keresik.